# Rodrigo González
Rodrigo González (Tampico, 25 de dezembro de 1950 — Cidade do México, 19 de setembro de 1985) foi um cantor mexicano conhecido pelo apelido de Rockdrigo.
Nascido no estado de Tamaulipas, estabeleceu-se na Cidade do México durante os últimos anos de sua vida. Junto com artistas como Jaime Lopez e Catana Rafael, foi o principal fundador do Rock Collective, um núcleo de artistas importantes na história do rock mexicano.
Rockdrigo é famoso por sua canção Balderas na estação de metrô, que se tornou popular graças à versão publicada em El Tri El Tri Álbum..., poucos meses antes de sua morte durante o terremoto de 19 de setembro de 1985.
Amanda Lalena, a única filha de Rockdrigo, recentemente iniciou a carreira musical sob o pseudônimo Amandititita.